# دیکنز (نبراسکا)
دیکنز (به انگلیسی: Dickens) یک منطقهٔ مسکونی در ایالات متحده آمریکا است که در شهرستان لینکلن، نبراسکا واقع شده‌است. دیکنز ۹۵۵٫۸۶ متر بالاتر از سطح دریا واقع شده‌است.